# RS100
L'RS100 è una imbarcazione a deriva disegnata nel 2009 da Paul Handley. È concepita come singolo ad elevate prestazioni, con scafo planante e gennaker per le andature portanti, senza trapezio. Lo sviluppo è stato condotto in collaborazione con un pannello di velisti e tramite l'utilizzo di un forum su internet. 
Le caratteristiche finali hanno portato ad una imbarcazione di 4,3m (14 piedi), con terrazze incorporate, per una larghezza totale di 1,83m (6 piedi). Sono possibili 3 armi, di cui il più diffuso prevede una randa di 8,4m2; sono inoltre disponibili una randa da 10,2m2 e una da 7,4m2. Ciò è reso possibile da un albero in carbonio divisibile in tre segmenti. Il gennaker è unico e presenta una superficie di 12,5m2. 
Il 100 ha avuto un immediato successo, specie nel Regno Unito, grazie alla relativa facilità di conduzione rispetto agli skiff singoli con trapezio, che permette ad equipaggi di ogni età di competere con successo. La bontà del progetto è stata premiata con l'onorificenza di barca dell'anno 2010 da Sailing World e Yachts and Yachting.
Nel 2012 il 100 è stata riconosciuta classe ISAF, e nel 2013 si sono svolti i primi campionati mondiali a Bellano, sul Lago di Como.
In Italia la classe è in espansione, con presenza di flotte sul Lago d'Iseo e sul Lago di Garda. Le prime regate di classe in Italia sono previste nella primavera 2014.